# Portillo de la Lealtad

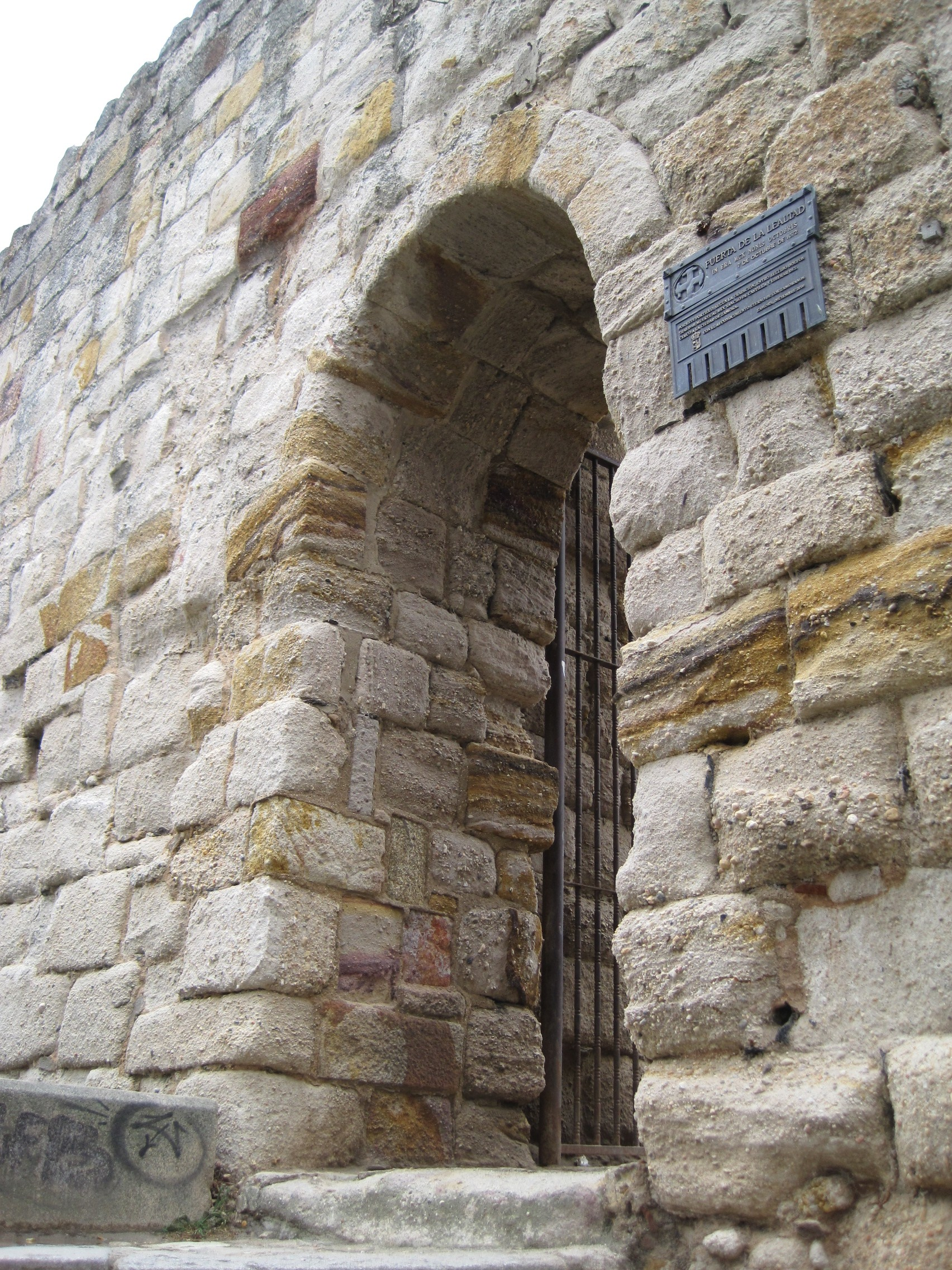
Vista exterior del portillo

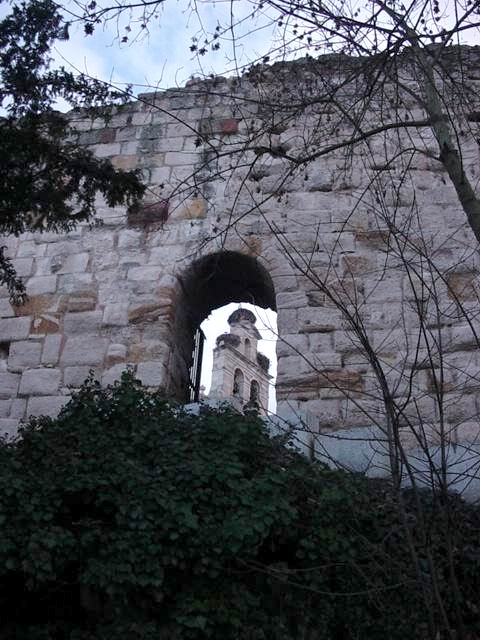
El portillo con la iglesia de San Isidoro de fondo

El Portillo de la Lealtad (hasta 2010, de la Traición) es un acceso al primer recinto amurallado de la ciudad de Zamora.

## Idiosincrasia
El portillo se sitúa entre la iglesia de San Isidoro y la Catedral. Arquitectónicamente no es destacable, ya que simplemente se trata de una alta y estrecha puerta que se levanta sobre una quebrada, en uno de los tramos del perímetro de la muralla más irregulares.
En la actualidad es perfectamente transitable, ya que une una parte de la ciudad con otra. Se encuentra en perfecto estado de conservación y de higiene, así como de decoración, pues está rodeado de abundante vegetación que hace más romántico si cabe un lugar con tanta historia.

## Historia
La importancia de este elemento arquitectónico radica en que las crónicas cuentan que por él entró Vellido Dolfos, un noble leonés del siglo XI, siendo perseguido por el Cid. Este le perseguía por haber asesinado a Sancho II de Castilla, que se encontraba al mando de las huestes que asediaban la ciudad, que mantenía su fidelidad al Reino de León. El Cerco de Zamora, un cantar de gesta medieval, reconoce este suceso en uno de sus pasajes:
¡Rey don Sancho, rey don Sancho!,   no digas que no te aviso,
que de dentro de Zamora    un alevoso ha salido;
llámase Vellido Dolfos,    hijo de Dolfos Vellido,
cuatro traiciones ha hecho,    y con esta serán cinco.
Si gran traidor fue el padre,    mayor traidor es el hijo.
Gritos dan en el real:    -¡A don Sancho han mal herido!
Muerto le ha Vellido Dolfos,    ¡gran traición ha cometido!
Desque le tuviera muerto,    metiose por un postigo,
por las calles de Zamora    va dando voces y gritos:
-Tiempo era, doña Urraca,    de cumplir lo prometido.
Los historiadores no están de acuerdo en torno a la existencia de este hecho. Un grupo de profesionales afirman que sí, que está reflejado en las crónicas y que por tanto no admite discusión.[cita requerida] Sin embargo, otros afirman que el rey fue abatido por un soldado anónimo que ni siquiera sabía que estaba cometiendo un regicidio. En cualquier caso, la tradición castellana recoge este hecho a través de diversos cantares de gesta y romances.
El Portillo de la Lealtad tuvo previamente el nombre de Puerta de la Traición, que mantuvo hasta el 22 de diciembre de 2010, momento en el que se formaliza institucionalmente un acto de redenominación presidido por la alcaldesa de Zamora, Rosa Valdeón, en el que se realiza la lectura de un texto de desagravio contra Vellido Dolfos, ensalzando su figura, y descubriendo una placa oficializando el cambio.